# Pierre Juliens
Pierre Juliens (* um 1941) ist ein belgischer Tischtennisspieler. Er nahm in den 1950er und 1960er Jahren an drei Weltmeisterschaften teil.

## Werdegang
Pierre Juliens spielte in den 1960er Jahren beim Verein Standard Lüttich. Er gewann 1962, 1963 und 1965 die nationale belgische Meisterschaft im Einzel, 1966, 1967 und 1968 siegte er im Doppel mit Norbert Vandewalle. Dazu kommen drei Titelgewinne im Mixed (1962, 1963, 1964).
Dreimal wurde er für die Teilnahme an Weltmeisterschaften nominiert, nämlich 1959, 1963 und 1965. Dabei kam er nie in die Nähe von Medaillenrängen. Zudem war er bei den Europameisterschaften 1960, 1962 und 1964 vertreten.
Insgesamt spielte er 64-mal in der Nationalmannschaft.

## Turnierergebnisse
| Verband | Veranstaltung     | Jahr | Ort       | Land | Einzel     | Doppel     | Mixed      | Team |
| ------- | ----------------- | ---- | --------- | ---- | ---------- | ---------- | ---------- | ---- |
| BEL     | Weltmeisterschaft | 1965 | Ljubljana | YUG  | Qual       | Qual       | letzte 64  | 25   |
| BEL     | Weltmeisterschaft | 1963 | Prag      | TCH  | letzte 256 | letzte 64  | letzte 128 | 32   |
| BEL     | Weltmeisterschaft | 1959 | Dortmund  | FRG  | letzte 256 | letzte 128 | letzte 64  | 17   |